# Ouled Dlim
Ouled Dlim  (in arabo أولاد دليم‎?) è un centro abitato e comune rurale del Marocco situato nella prefettura di Marrakech, regione di Marrakech-Safi. Conta una popolazione di 14 716 abitanti (censimento 2014).